# پولاروید (فیلم)
پولاروید (به انگلیسی: Polaroid) یک فیلم فراطبیعی ترسناک آمریکایی به کارگردان لارس کلوبرگ است که در سال ۲۰۱۹ منتشر شد.

## داستان
داستان فیلم دربارهٔ یک دوربین عکسبرداری فوری است، با این تفاوت که اگر تصویر هر فردی توسط این دوربین گرفته شود به طرز وحشتناکی کشته خواهد شد و…

## بازیگران
- کاترین پرسکات در نقش برد فیچر
- تایلر یانگ در نقش کانر بل
- سامانتا لوگان در نقش کیسی والترز
- کینن تریسی در نقش دوین لین
- پریسیلا کینتانا در نقش مینا رودریگز
- خاویر بوتت
- میچ پیلگی در نقش کلانتر پمبروک
- کیتی استیونس در نقش آوری بیشاپ
- داوی سانتوس در نقش تایلر
- شانا مک‌دانلد در نقش مادر برد
- گریس زابریسکی در نقش لنا سبل
- رایس بِوین جان در نقش رولاند جوزف سبل
- امیلی پاور در نقش ربکا سبل
- مادلین پچ در نقش سارا
- اریکا پریواست در نقش لیندا

## تولید
فیلمبرداری اصلی در هالیفاکس، نوا اسکوشیا، در تاریخ ۹ مارس ۲۰۱۷ آغاز شد. در ابتدا قرار بود این فیلم در تاریخ ۲۵ اوت ۲۰۱۷ منتشر شود اما پولاروید در آلمان در ۱۰ ژانویه ۲۰۱۹ توسط شرکت وایلد بنچ منتشر شد.